# 浜田哲生
浜田 哲生（はまだ てつお、1946年7月8日 - ）は、プロデュース・センターの代表取締役社長。兵庫県出身。
日本におけるオノ・ヨーコの代理人として知られる。
高校卒業後、日仏学院に在籍していたことがある。
1960年代にビートルズの音楽性と先駆性に着目し、1966年に「ビートルズ・シネ・クラブ（BCC）」を創設。方南町駅付近に事務所を持っていた。
1967年、建設会社藤田組の第7期「学生重役」に選ばれる。同期に伊藤邦明、幸村真佐男がいた。
1968年には建設会社藤田組の第8期「学生重役」で幸村真佐男とともに2期目を留年しており、長沼行太郎と同期であった。小渡章好、幸村、大竹誠とともにペーパーハウス実験を企画。8月20日には、藤田組の別荘である那須ハイランドで組み立て・設置、9月には都内で実験生活、新宿の百貨店で「ペーパーハウス」展を行った。同年、渋谷区に「アップルハウス」（名前はアップル・コアにちなむ）というクラブハウスを作り、ジョン・レノン夫妻や、寺山修司、東由多加、木下恵介らの有名文化人や、原將人、森永博志ら若きビートルズ・ファンたちのたまり場となった。
また、独自な視点による評論活動と各種のビートルズ・イベントを展開し、東芝音楽工業（現・EMIミュージック・ジャパン）とともに、日本におけるビートルズ音楽の普及とビートルズ文化の形成に貢献した。
現在は、プロデュース・センターの代表取締役として、ビートルズとビートルズのソロ・メンバーに関連するライセンス・コーディネーション、イベントや出版のプロデュースを手がけるほか、国際的に活躍している芸術家オノ・ヨーコの日本での代理人として「ジョン・レノン・ミュージアム」、「イマジン・ピース・タワー」をはじめとするジョン・レノンとオノ・ヨーコに関連するプロジェクトのコーディネーションとプロデュースとを担当している。

## 著書
- ぼくらの大学拒否宣言 七字英輔,浜田哲生,高橋孝雄 三一書房, 1967

## 関連人物
- 斉藤早苗 - プロデュース・センターの代表取締役。ザ・ビートルズ・クラブの代表。
- 浜田哲朗 - プロデュース・センターの取締役。ザ・ビートルズ・クラブの広報担当。